# Metal pagano
El metal pagano es un subgénero de música Heavy metal que fusiona el metal extremo con las tradiciones precristianas de una cultura o región específica a través de conceptos temáticos, melodías rústicas, instrumentos inusuales o lenguajes arcaicos, que generalmente se refieren al Folk Metal, Celtic Metal o al Dark Folk, Black Metal, Ambient Black Metal y Dark Ambient. La banda noruega In the Woods fue una de las primeras bandas comúnmente vistas como "metal pagano". El autor de Metal Hammer "Marc Halupczok", escribió que la canción de Primordial "To Enter Pagan" del demo de la banda "Dark Romanticism" contribuyó a definir el género.

## Características
El metal pagano es más una idea que un género y, en consecuencia, las bandas tienden a ser muy diferentes entre sí.
El bajista "Jarkko Aaltonen" de la banda Korpiklaani señala que las bandas que cantan sobre Vikingos u otras tribus antiguas de personas están todas etiquetadas como paganas, independientemente de si usan instrumentos populares. Heri Joensen expresó una descripción similar del metal pagano como bandas que cantan sobre "tradiciones precristianas, europeas, ya sean históricas o mitológicas" y señala que es "musicalmente extremadamente diverso porque se trata más de las letras que de la música". Se sabe que algunas bandas son "vivaces y enérgicas", mientras que otras son "sombrías y oscuras". Los estilos vocales van desde "cantos melódicos hasta gruñidos sobrenaturales", en algunos actos llegan a cantar en su lengua materna, otros cantan en inglés.
Las bandas de metal pagano a menudo se asocian con el metal vikingo y el metal popular. Se ha identificado que bandas como Moonsorrow y Kampfar que se ajustan a estos tres géneros.

## Historia
Led Zeppelin y Manowar ya habían explorado temas paganos en los años setenta y ochenta, aunque las bandas de metal pagano comparten pocas similitudes, y prefieren atribuir la influencia de bandas como Bathory, Enslaved, Amorphis y Skyclad.
Jarkko Aaltonen señala que Black Sabbath "también era bastante pagano", pero de "la escena actual del metal", reconoce que Skyclad comenzó "la mezcla de la música folk-rock tradicional con letras concentradas en la mitología". Chrigel Glanzmann, de Eluveitie, acredita de manera similar a Skyclad como la primera banda de metal pagano, señalando que la banda había mezclado música de heavy metal con música folk celta "de una manera realmente inspiradora". El autor Ian Christe también ha identificado a Skyclad como los pioneros del metal pagano. En contraste, Heri Joensen acredita a Bathory como el primer acto de metal pagano en su lugar, y señala que Bathory se había "cansado de lo infantil de las letras satánicas, por lo que agregaron algo de peso cultural al ir a la mitología nórdica". Alan A. Nemtheanga de Primordial comenta que "se puede ver la formación del metal pagano" en el álbum de Bathory de 1988 Blood Fire Death. También sostiene que Bathory "estaba copiando a Manowar, que a la mayoría de la gente no le gusta admitir". Mathias Nygård, de Turisas, identificó a Amorphis como la primera banda de metal pagano por interpretar "un papel muy importante al guiarnos en la dirección en la que estamos ahora".
En abril de 2008, los artistas del festival de metal folk y pagano Paganfest fueron acusados de ser neonazis y fascistas por el Berliner Institut für Faschismusforschung. Ville Sorvali de Moonsorrow y Heri Joensen de Týr emitieron una declaración de video conjunta para refutar estas acusaciones, señalando que "uno de los mayores problemas parece ser que usamos símbolos escandinavos antiguos en nuestras imágenes como el logotipo S in the Moonsorrow y el T en el logotipo de Týr [aunque] así es como se han escrito las runas S y T durante miles de años ". Moonsorrow también ha emitido una declaración por escrito en respuesta a la controversia mientras Týr señala en su sitio web oficial que" tuvieron la idea para el logotipo de la runa "del álbum Black Sabbath del mismo nombre. Otras bandas de metal pagano como Skyforger también se han disociado del nazismo, el fascismo o el racismo. Skyforger fue tan lejos como para agregar las palabras '¡No hay cosas nazis aquí!' en la parte posterior de las portadas de sus álbumes.
A partir de 2009, el género se ha convertido en un fenómeno. Mikael Karlbom de Finntroll siente que el metal pagano se ha convertido en una tendencia. Jarkko Aaltonen, de Korpiklaani, expresa una opinión similar y lamenta el número de personas que "se suben a un carro". Johan Hegg de Amon Amarth ha distanciado a su banda de la tendencia, afirmando que "Realmente no nos vemos como una de esas bandas que hacen música folclórica pagana".

## Lista de algunas bandas de metal pagano
| Banda           | País         | Fundación |
| --------------- | ------------ | --------- |
| Arkona          | Rusia        | 2002      |
| Ashen Light     | Rusia        | 1998      |
| Ásmegin         | Noruega      | 1998      |
| Bathory         | Suecia       | 1983      |
| Burzum          | Noruega      | 1991      |
| Drudkh          | Ucrania      | 2002      |
| Eluveitie       | Suiza        | 2002      |
| Ensiferum       | Finlandia    | 1995      |
| Enslaved        | Noruega      | 1991      |
| Finntroll       | Finlandia    | 1997      |
| Finsterforst    | Alemania     | 2004      |
| Forefather      | Inglaterra   | 1997      |
| Graveland       | Polonia      | 1992      |
| Heidevolk       | Países Bajos | 2002      |
| Hordak          | España       | 2002      |
| In the Woods... | Noruega      | 1992      |
| Ithilien        | Bélgica      | 2005      |
| Kampfar         | Noruega      | 1994      |
| Korpiklaani     | Finlandia    | 2003      |
| Mägo de Oz      | España       | 1988      |
| Moonsorrow      | Finlandia    | 1995      |
| Ocelon          | España       | 2012      |
| Obtest          | Lituania     | 1992      |
| Primordial      | Irlanda      | 1991      |
| Poccolus        | Lituania     | 1993      |
| Satarial        | Rusia        | 1993      |
| Skyclad         | Inglaterra   | 1990      |
| Skyforger       | Letonia      | 1995      |
| Suidakra        | Alemania     | 1994      |
| Turisas         | Finlandia    | 1997      |
| Týr             | Islas Faroe  | 1998      |
| Wolfchant       | Alemania     | 2003      |
| Ymyrgar         | Tunisia      | 2012      |